# Котсфілд (Небраска)
Котсфілд (англ. Cotesfield) — селище (англ. village) в США, в окрузі Говард штату Небраска. Населення — 29 осіб (2020).

## Географія
Котсфілд розташований за координатами 41°21′27″ пн. ш. 98°38′1″ зх. д. / 41.35750° пн. ш. 98.63361° зх. д. (41.357571, -98.633605).  За даними Бюро перепису населення США в 2010 році селище мало площу 1,36 км², уся площа — суходіл.

## Демографія
Згідно з переписом 2010 року, у селищі мешкало 46 осіб у 19 домогосподарствах у складі 11 родини. Густота населення становила 34 особи/км².  Було 28 помешкань (21/км²).
Расовий склад населення:
| - 93,5 % — білих - 2,2 % — корінних американців |

До двох чи більше рас належало 4,3 %. Частка іспаномовних становила 0,0 % від усіх жителів.
За віковим діапазоном населення розподілялося таким чином: 23,9 % — особи молодші 18 років, 56,5 % — особи у віці 18—64 років, 19,6 % — особи у віці 65 років та старші. Медіана віку мешканця становила 46,5 року. На 100 осіб жіночої статі у селищі припадало 130,0 чоловіків;  на 100 жінок у віці від 18 років та старших — 133,3 чоловіків також старших 18 років.
Середній дохід на одне домашнє господарство  становив 43 325 доларів США (медіана — 31 250), а середній дохід на одну сім'ю — 41 711 долар (медіана — 34 375). 
Цивільне працевлаштоване населення становило 13 особи. Основні галузі зайнятості: сільське господарство, лісництво, риболовля — 69,2 %, освіта, охорона здоров'я та соціальна допомога — 23,1 %, транспорт — 7,7 %.